# Internetski protokol
Internetski protokol (skr. IP od eng. Internet Protocol) mrežni je protokol za prijenos podataka kojeg koriste izvorišna i odredišna računala za uspostavu podatkovne komunikacije preko računalne mreže.
Podatci u IP mreži šalju se u blokovima koji se nazivaju paketi ili datagrami. Specifično je da se prilikom slanja paketa između izvorišta i odredišta unaprijed ne određuje točan put preko mreže kojim će podatci prijeći te se u tome smislu govori o IP mreži kao o paketskoj mreži.
IP protokol osigurava relativno nepouzdanu uslugu prijenosa podataka na modelu usluge koji se često naziva najboljom mogućom (ili u engleskome izvorniku best effort), što znači da nema gotovo nikava jamstva da će poslani paket ili datagram zaista i doći do odredišta nakon što je poslan. Sam paket se u procesu prijenosa može promijeniti, može se promijeniti redoslijed paketa u odnosu na ona redoslijed kojim su poslani s izvorišta, može se udvostručiti ili potpuno izgubiti tijekom prijenosa. Ako aplikacija zahtijeva pouzdanost, koriste se drugi mehanizmi ili protokoli, najčešće na sloju iznad samoga IP protokola.
Uređaji koji usmjeravaju pakete na njihovom putu kroz računalnu mrežu nazivaju se usmjerivači (eng. router). S obzirom na to da je sam koncept IP protokola oslobođen mehanizama koji osiguravaju pouzdanost, i sam proces usmjeravanja paketa je relativno brz i jednostavan. To znači da usmjerivači povremeno mogu presložiti redoslijed, promijeniti ili čak izgubiti pakete, što se dobro slaže s modelom najbolje moguće, ali da u konačnici to ne utječe previše na samu uslugu.
IP protokol je standard na najvećoj računaloj mreži danas - Internetu. Najraširenija inačica protokola koja je de facto standard Interneta je IP verzija 4 (IPv4), dok je najizglednija sljedeća  IPv6. Pojedine inačice razlikuju se u načinu adresiranja, ali i brojnim drugim pojedinostima. Tako npr. IPv4 koristi 32-bitnu IP adresu, dok IPv6 koristi 128-bitnu. Ostale inačice također postoje, ali nisu u široj uporabi: verzije od 0 do 3 su uglavnom bile rezervirane za posebne namjene ili nekorištene, verzija 5 je eksperimentalna verzija tzv. stream protokola, itd.

## IP-ova skupina protokola - TCP/IP
Sam IP protokol definira samo osnovne parametre razmjene paketa u IP mrežama, kao što su adresiranje, izgled paketa i drugo. Za specifične namjene pojedinih aplikacija ili inih potreba koriste se brojni drugi protokoli, koji se jednim imenom često nazivaju IP-ova skupina protokola (eng. Internet Protocol suite) odnosno označavaju pokratom TCP/IP, i to prema dvama najvažnijim protokolima iz te skupine: TCP (od eng. Transmission Control Protocol) i sam IP protokol.